# Рей, Анджей

Родовой герб А. Рея — Окша

Анджей Рей (пол. Andrzej Rej; около 1584 — 13 февраля 1641, Скоки) — дипломат Речи Посполитой, посол Речи Посполитой в Англии, секретарь короля польского и великого князя литовского Владислава IV.

## Биография
Представитель шляхетского рода герба Окша.
Получил прекрасное образование в протестантских и кальвинистских учебных заведениях Европы. Посещал лекции в академических гимназиях Данцига, Сомюра, в Альтдорфском и Лейденском университетах.
Активный деятель кальвинизма, Анджей Рей в середине 1636 года представлял особу польского короля в Торуне во время торжественного погребения протестантки Анны Ваза.
В следующем году он был отправлен с дипломатической миссией к датскому, английскому и голландским дворам. Целью поездки было приглашение монархов на королевскую свадьбу.
Находясь в Нидерландах Анджей Рей посетил мастерскую Рембрандта и заказал у живописца свой портрет.
Великий мастер в 1637 году выполнил заказ. Картину А. Рей увёз с собой на родину в Польшу и до Первой мировой войны она сохранялась в коллекции Реев. Затем картина оказалась в собраниях Эрмитажа, откуда в 1931 году была продана.
Теперь эта картина под названием «Портрет польского шляхтича» находится в коллекции Национальной галерее искусства в Вашингтоне (США).